# لوله گوارش
لولهٔ گوارش یا (کانال گوارش، مجاری تغذیه، مسیر هضمی، کانال دستگاه گوارش)، (به انگلیسی: Gastrointestinal tract) یک سیستم اندامی درون انسان و دیگر جانوران است که با آن: مواد غذایی را دریافت می‌شود، هضم می‌شود تا انرژی و مواد مغذی آن جذب شود و مواد باقی‌مانده را نیز به عنوان مدفوع به بیرون می‌فرستد. دهان، مری، معده و روده‌ها همه بخشی از لولهٔ گوارش است. کانال دستگاه گوارش مجموعه‌ای از ساختارهای آناتومیک مربوط به هم، یا مجموعه‌ای از اعضای پی‌درپی و مرتبط است.
همهٔ جانداران دوسو دارای سیستم لولهٔ گوارشی هستند. این لوله‌ای است که غذا را به اندام‌های هضم‌کننده منتقل می‌کند.
در دوسوئیان بزرگ، لولهٔ گوارش خروجی نیز دارد؛ تهی‌گاه، که توسط آن جاندار دوسو مدفوع (ضایعات جامد) را دفع می‌کند. برخی از دوسوئیان کوچک مقعد ندارند و پسماندهای جامد را به روش‌های دیگر (مثلاً از طریق دهان) دفع می‌کنند.
در انسان لولهٔ گوارش از مری، معده و روده تشکیل شده است و به لولهٔ گوارش فوقانی و تحتانی تقسیم می‌شود.
لولهٔ گوارش شامل تمام ساختارهای بین دهان و تهیگاه است،
گذرگاه مداومی که شامل ارگان‌های اصلی هضم، یعنی معده، رودهٔ کوچک و رودهٔ بزرگ است.
با این حال، سیستم گوارشی کامل انسان افزون‌بر لولهٔ گوارش، از اندام‌های اضافی هضم (زبان، غدد بزاقی، لوزالمعده، کبد و کیسهٔ صفرا) تشکیل شده است.
این دستگاه همچنین ممکن است در مراحل رشد جنینی به صورت رودهٔ قدامی (foregut)، میانی (midgut) و پشتی (hindgut) تقسیم شود که منشأ جنینی هر بخش را نشان می‌دهد. تمام لولهٔ گوارشی بدن انسان در کالبد شکافی در حدود ۹ متر (۳۰ فوت) طول دارد. این ماده در بدن فرد زنده به‌طور قابل توجهی کوتاه‌تر است زیرا روده‌ها، که لوله‌هایی از بافت عضلهٔ صاف هستند، تنش عضلانی ثابت را در حالت نیمه تنش حفظ می‌کنند اما می‌توانند در نقاطی شل شوند تا باعث ایجاد فاصله و حرکات لولهٔ گوارشی موضعی شوند.
لولهٔ گوارشی حاوی تریلیون‌ها میکروب است که حدود ۴٬۰۰۰ سویهٔ مختلف باکتری نقش متنوعی در حفظ سلامت ایمنی و متابولیسم دارند.
سلول‌های دستگاه گوارش هورمون‌ها را تنظیم می‌کنند تا به تنظیم روند هضم کمک کنند. این هورمون‌های هضم، از جمله گاسترین، سکرتین، کوله‌سیستوکینین و گرلین، از طریق مکانیسم داخل سلولی یا خودبخودی واسطه می‌شوند و این نشان می‌دهد که سلول‌های آزاد شده از این هورمون‌ها ساختارهای حفظ شده در طول تکامل هستند.

## لوله گوارش انسان

### ساختار
ساختار و عملکرد کانال گوارش می‌تواند هم به عنوان آناتومی ماکروسکوپی و هم به عنوان آناتومی میکروسکوپی یا بافت‌شناسی توصیف شود. خود این لوله گوارش نیز به لوله‌های فوقانی و لوله‌های تحتانی، و روده به قسمت‌های کوچک و بزرگ تقسیم می‌شود. 

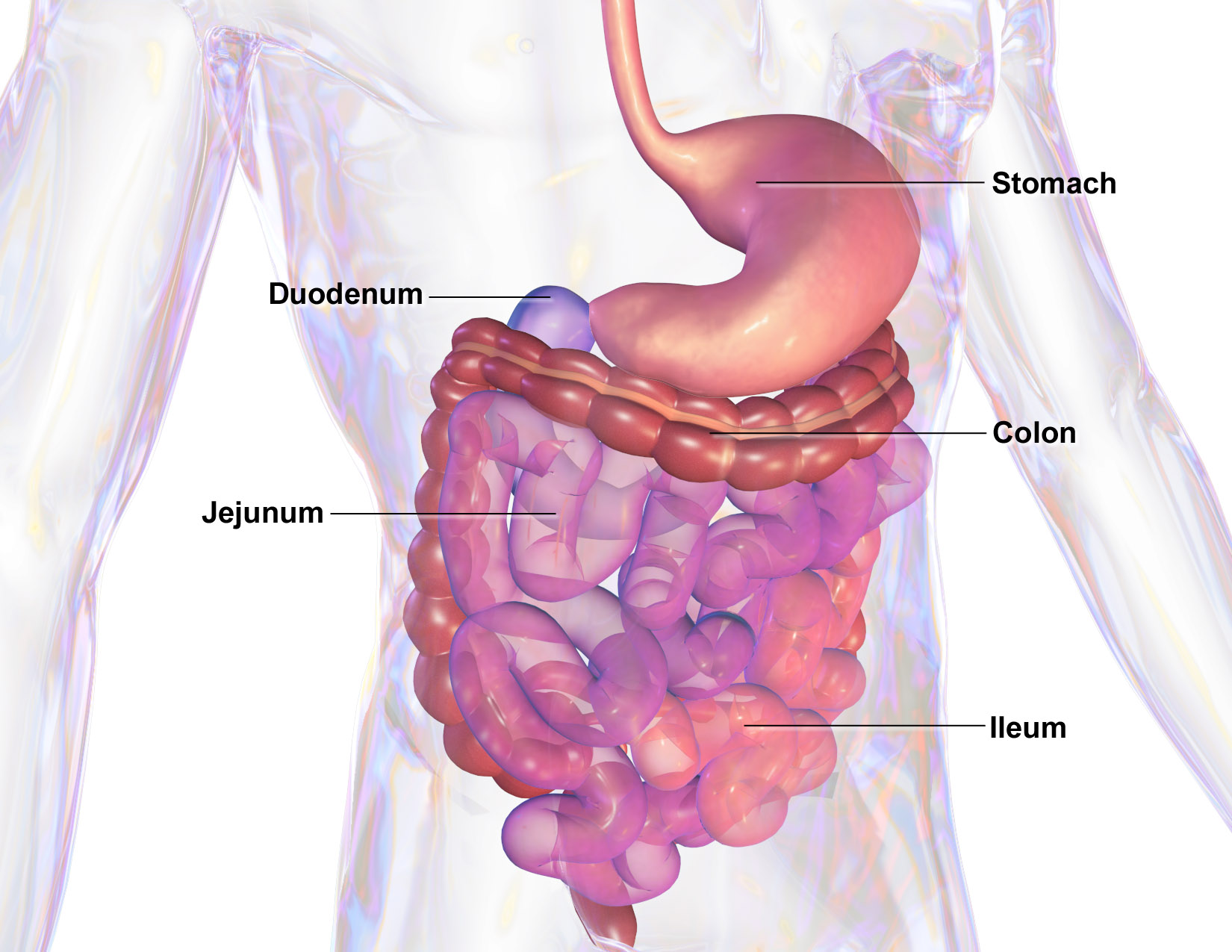
طرحی از لولهٔ گوارش انسان

#### لولهٔ گوارش فوقانی
لولهٔ گوارش فوقانی از دهان، حلق، مری، معده و اثنی‌عشر تشکیل شده است. مشخص کردن دقیق بین لوله‌های فوقانی و تحتانی «ماهیچه تعلیق اثنی‌عشر» است. این امر مرزهای جنینی بین لگن و روده را متمایز می‌کند، و همچنین تقسیماتی است که معمولاً پزشکان برای توصیف خونریزی دستگاه گوارش به عنوان منشأ «فوقانی» یا «پایینی» استفاده می‌کنند. در کالبدشکافی، شاید به نظر برسد دوازدهه از یک ارگان متحد تشکیل شده‌باشد، اما بر اساس عملکرد، محل و آناتومی داخلی - این ارگان به چهار بخش تقسیم می‌شود. چهار بخش دوازدهم به شرح زیر است (با شروع از معده، و حرکت به سمت ژژونوم): پیازک (Duodenal bulb)، نزولی، افقی و صعودی. عضله تعلیق مرز برتر دوازدههٔ صعودی را به دیافراگم متصل می‌کند.
عضلهٔ تعلیق یک نشانهٔ مهم آناتومیکی است که تقسیم رسمی بین دوازدهه و ژژنوم، به ترتیب قسمت اول و دوم رودهٔ کوچک را نشان می‌دهد. این یک عضلهٔ نازک است که از مزودرم جنینی گرفته می‌شود.

#### لوله گوارش تحتانی
دستگاه گوارش تحتانی قسمت اعظم روده کوچک و روده بزرگ را شامل می‌شود. در آناتومی انسان، روده (شکمبه یا دل‌وروده. یونانی: éntera) بخشی از دستگاه گوارش است که از بخش لوله‌های معده-روده‌ای (پیلوری) تا تهی‌گاه امتداد دارد و مانند سایر پستانداران، از دو بخش تشکیل شده است: رودهٔ کوچک و رودهٔ بزرگ در انسان، رودهٔ کوچک در زیربخش‌ها، در مجرای اثنی‌عشر، به دوازدهه، تهی‌روده و درازروده تقسیم می‌شود در حالی که زیرنجش‌های رودهٔ بزرگ به داخل روده، به کورروده (سکوم)، روده‌های یزرگ صعودی، عرضی، نزولی و سیگموئید، کولون و و تهی‌گاه تقسیم می‌شود.

##### رودهٔ کوچک
روده کوچک از اثنی‌عشر شروع می‌شود و ساختاری لوله‌ای است که معمولاً بین ۶ تا ۷ متر طول دارد. مساحت ناحیه مخاط آن در انسان بالغ حدود ۳۰ مترمربع است. عملکرد اصلی آن جذب فراورده‌های هضمی (از جمله کربوهیدرات‌ها، پروتئین‌ها، لیپیدها و ویتامین‌ها) برای جریان خون است. در اینجا سه بخش عمده وجود دارد:
1. دوازدهه: یک ساختار کوتاه (در حدود ۲۵–۲۰ سانتی‌متر طول)[۱۵] که باعث می‌شود کیموس از معده به همراه آب لوزالمعده حاوی آنزیم‌های گوارشی و صفرا از مثانه کیسه صفرا باشد. آنزیم‌های گوارشی پروتئین‌ها را تجزیه می‌کنند و چربی‌ها را به میسل تبدیل می‌کنند. اثنی‌عشر شامل غدد برونر است که ترشح قلیایی غنی از مخاط حاوی بی کربنات را تولید می‌کند. این ترشحات در ترکیب با بی کربنات از لوزالمعده، اسیدهای معده موجود در کیموس را خنثی می‌کنند.
2. ژژونوم: همان تهی روده است که اثنی عشر را به ایلئوم متصل می‌کند. حدود ۲٫۵ متر طول دارد، و دارای چین‌های دایره ای است که به عنوان بخشنامه‌های plicae و ویلی نیز شناخته می‌شوند که مساحت آن را افزایش می‌دهد. محصولات هضم (قندها، اسیدهای آمینه و اسیدهای چرب) در اینجا وارد جریان خون می‌شوند.
3. ایلئوم: بخش پایانی روده کوچک است. نام دیگر آن دراز روده است و طول آن ۳ متر است و حاوی ویلایی شبیه به ژژونوم است. این ماده به‌طور عمده ویتامین B12 و اسیدهای صفراوی و سایر مواد مغذی دیگر را جذب می‌کند.

##### روده بزرگ
روده بزرگ که کولون نیز نامیده می‌شود، از کورروده یا سکوم، پس روده یا کولون‌های صعودی، عرضی، و نزولی و خم روده و راست‌روده و «کانال مقعد» تشکیل شده است. این بخش همچنین شامل زائدهٔ آپاندیس است که به کورروده وصل شده است. تقسیم‌بندی‌های بعدی رودهٔ بزرگ به قرار زیر است:
1. Cecum (قسمت اول روده بزرگ) و پیوست
2. کولون صعودی (صعود در دیواره پشت شکم)
3. انعطاف‌پذیری قولنج (قسمت خمیده از روده بزرگ صعودی و عرضی که به سوی کبد منعطف است)
4. کولون عرضی (عبور از زیر دیافراگم)
5. انعطاف‌پذیری قولنج در سمت چپ (قسمت خمیده از روده بزرگ عرضی و نزولی آشکار به طحال)
6. کولون نزولی (پایین آمدن از سمت چپ شکم)
7. خم‌روده (حلقه ای از روده بزرگ که به راست روده نزدیک است و در لگن قرار دارد)
8. Rectum یا راست روده
9. مقعد

عملکرد اصلی روده بزرگ جذب آب است. ناحیه مخاط بزرگ روده در انسان بالغ حدود ۲ متر مربع است.

## اهمیت بالینی

### بیماری‌ها
بیماری‌ها و شرایط بسیاری وجود دارد که می‌تواند بر روی دستگاه گوارش از جمله عفونت‌ها، التهاب و سرطان تأثیر بگذارد.
پاتوژن‌های مختلف، مانند باکتری‌هایی که باعث بیماری‌های ناشی از خوردن مواد غذایی می‌شوند، می‌توانند گوارش را تحریک کنند که ناشی از التهاب معده و روده کوچک است. آنتی‌بیوتیک‌ها برای درمان چنین عفونت‌های باکتریایی می‌توانند تنوع میکروبی دستگاه گوارش را کاهش داده و واسطه‌های التهابی را بیشتر فعال کنند. گاستروانتریت شایعترین بیماری دستگاه گوارش است.
- سرطان دستگاه گوارش ممکن است در هر نقطه ای از دستگاه گوارش رخ دهد، و شامل سرطان دهان، سرطان زبان، سرطان تخمدان، سرطان معده و سرطان روده بزرگ.
- شرایط التهابی. ایلیت التهاب ileum است، کولیت التهاب روده بزرگ است.
- آپاندیسیت التهاب آپاندیس است که در سسک قرار دارد. در صورت عدم درمان، این وضعیت بالقوه کشنده است. بیشتر موارد آپاندیسیت نیاز به مداخله جراحی دارد.

بیماری دیورتیکولی شرایطی است که در افراد مسن در کشورهای صنعتی بسیار شایع است. این بیماری معمولاً روی روده بزرگ تأثیر می‌گذارد، اما شناخته شده است که روده کوچک را نیز تحت تأثیر قرار می‌دهد. دیورتیکولوزیس وقتی کیسه‌هایی روی دیواره روده شکل می‌گیرد رخ می‌دهد. هنگامی که کیسه‌ها ملتهب شوند، به دیورتیکولیت معروف است.